# 第1回日本アイスホッケーリーグ
第1回日本アイスホッケーリーグ（だい1かいにほんアイスホッケーリーグ）は1966年11月5日から12月13日まで開催された。5チームが2試合ずつ総当たりで対戦、7勝1敗で岩倉組が優勝した。

## リーグ発足の経緯
1972年に札幌オリンピックに向けて日本代表を強化することを目的に、それまで全日本アイスホッケー選手権で上位となっている実業団の王子製紙、岩倉組、古河電工、福徳相互銀行、品川クラブ（リーグ発足とともに西武鉄道）の5チームが参加してリーグが発足した。西武鉄道のみ外国人選手ロバート・モーランが第1回大会から登録された。

### チーム成績
|    | チーム                       | 試合数 | 勝 | 敗 | 分 | 得点 | 失点 | 勝ち点 |
| -- | ---------------------------- | ------ | -- | -- | -- | ---- | ---- | ------ |
| 1. | 岩倉組アイスホッケー部       | 8      | 7  | 1  | 0  | 38   | 18   | 14     |
| 2. | 王子製紙アイスホッケー部     | 8      | 6  | 2  | 0  | 39   | 21   | 12     |
| 3. | 福徳相互銀行アイスホッケー部 | 8      | 4  | 3  | 1  | 30   | 30   | 9      |
| 4. | 西武鉄道アイスホッケー部     | 8      | 1  | 6  | 1  | 20   | 36   | 3      |
| 5. | 古河電工アイスホッケー部     | 8      | 1  | 7  | 0  | 21   | 43   | 2      |

## 個人成績
|    | 選手名   | 所属 | 得点 |
| -- | -------- | ---- | ---- |
| 1. | 岡島徹   | 岩倉 | 11   |
| 2. | 岩本宏二 | 岩倉 | 8    |
| 2. | 引木孝夫 | 王子 | 8    |
| 4. | 黒川秀明 | 王子 | 7    |
| 5. | 鈴木孝則 | 王子 | 6    |